# ゲームの達人 (ゲーム)
ゲームの達人（ゲームのたつじん）は、サンソフトが発売したコンピュータボードゲームシリーズ。

## 概要

### ゲームの達人
将棋、囲碁、麻雀、リバーシなど遊ぶことができる。一人用のモードをクリアすれば、ゲームの達人になれる。
世界の相手を倒していくモードや将棋、囲碁、麻雀、リバーシの4つのうち1つに挑戦し、五人抜きを目指すモードがある。

### ワールドモード
"ゲームの達人"の称号を得ることを目的として世界の強豪たちを倒す。対戦するゲームは自由に選ぶことができ、どれかひとつに勝てば先に進むことができる。強豪には得手不得手があるため、どのゲームで戦うかなど戦略も必要になる。

### ゲームの達人2
さまざまなテーブルゲームが一つのソフトに収まった『ゲームの達人』の2作目。収録されたゲームは、将棋、麻雀、チェス、囲碁、連珠、プレイス、バックギャモンの7種類。用意されたゲームモードはルールやコンピュータの強さを自由に設定でき、同画面の対人対戦も可能な「フリー対戦モード」と高水準の思考ルーチンが搭載されたCPUキャラと勝負を行っていく「達人戦モード」の2つ。マウスにも対応。
CPUの強さは10段階に調節が可能。将棋、チェスでは駒の動ける範囲が、プレイスでは次に石を置ける場所が表示されるヒント機能がある。ゲームの途中でもセーブをする事ができる。

## タイトル一覧
- ゲームの達人 - PlayStation、セガサターン、3DO、1995年6月9日発売。
- ゲームの達人 - スーパーファミコン、1995年8月11日発売。
- ゲームの達人2 - セガサターン、1996年3月15日
- ゲームの達人2 - PlayStation、1997年1月10日

## 評価
『2』はセガサターンマガジンソフトレビューでは6、6、6の24点（平均6.0点）。レビュアーはこの手の作品は気軽に遊べ気軽に終われて何種類もゲームが収録されているのも良く媚びることなく事務的に割り切った画面構成もいいとした者と過去作の世界戦モードのようなお遊びが少なく寄せ集めな印象なのが残念で達人戦モードなどゲームによっては長考が気になったり麻雀や将棋の駒は見辛いとした者、バブル景気ならまだしも今どきゲーム性が変わらないものが必要かと疑問を呈して前作で十分でありチェスとバックギャモンの追加でお得とも言え将棋や麻雀、囲碁をストレスフリーで楽しめるが連珠やチェスはいきなり1分の熟考でやる気がなくなる、修行モードがなくなり前作よりレベルダウンな印象とした者がいた。